# Kärla-Kulli
Kärla-Kulli is een plaats in de Estlandse gemeente Saaremaa, provincie Saaremaa. De plaats heeft de status van dorp (Estisch: küla).
Tot in december 2014 behoorde de plaats tot de gemeente Kärla en heette ze Kulli. In die maand ging de gemeente Kärla op in de fusiegemeente Lääne-Saare. In de nieuwe gemeente lag nog een dorp Kulli. Daarom werd dit Kulli omgedoopt in Kärla-Kulli. Het andere Kulli, dat voordien in de gemeente Lümanda lag, kreeg de naam Lümanda-Kulli. De gemeente Lääne-Saare ging in 2017 op haar beurt op in de fusiegemeente Saaremaa.

## Bevolking
Het dorp had 3 inwoners op 31 december 2011. De volkstelling van 2021 geeft voor Kärla-Kulli geen resultaat.

## Geschiedenis
(Kärla-)Kulli werd voor het eerst genoemd in 1803 als boerderij op het landgoed Kulli, dat toebehoorde aan de dominee van Ruhnu, die ook de eigenaar van Lümanda-Kulli was. Later werd het landgoed een ‘semi-landgoed’ (Estisch: poolmõis), een landgoed dat deel uitmaakt van een groter landgoed, in dit geval Kärla. Zowel het landgoed van Kärla als dat van Kulli was eigendom van de Evangelisch-Lutherse Kerk. In 1920 werd Kulli een dorp.
In 1977 werd Kulli bij de vlek Kärla gevoegd. In 1997 werd het weer een afzonderlijk dorp.